# Jubilé d'or
Pour les articles homonymes, voir Jubilé.
Un jubilé d'or est la célébration du cinquantième anniversaire d'un événement. L'expression est principalement utilisée dans le monde anglo-saxon (Golden Jubilee, à ne pas confondre avec le diamant du même nom).

## Royaume-Uni
Au Royaume-Uni et dans les autres royaumes du Commonwealth, un jubilé d'or a lieu pour célébrer le cinquantième anniversaire du règne d'un monarque.

### Jubilé d'or de George III
Le roi George III a fêté son jubilé d'or en 1810.

### Jubilé d'or de la reine Victoria
La reine Victoria a fêté son jubilé d'or en 1887 (et son jubilé de diamant en 1897).

### Jubilé d'or d'Élisabeth II

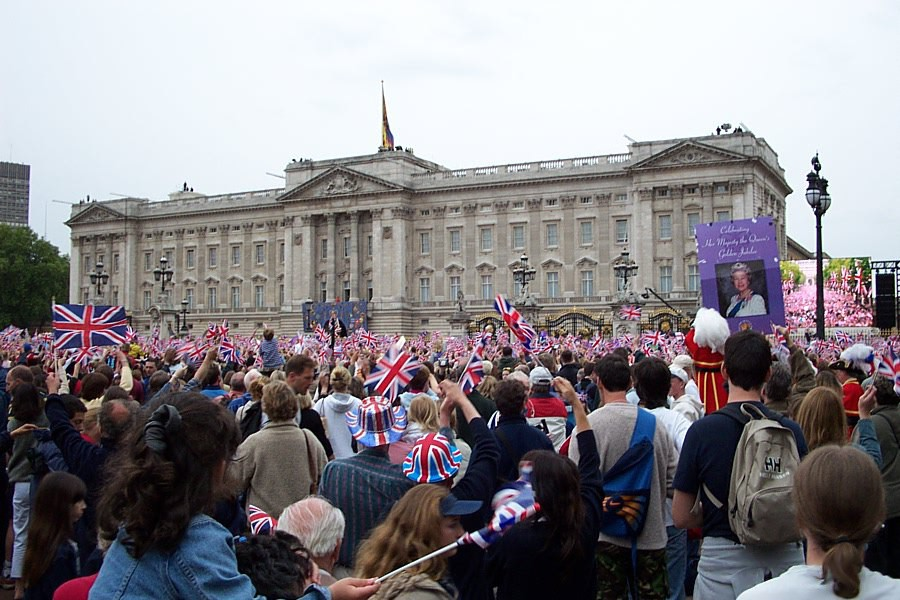
Jubilé d'or au palais de Buckingham en 2002.

La reine Élisabeth II a fêté son jubilé d'or en 2002, son intronisation ayant eu lieu en 1952. Elle a effectué à cette occasion une tournée officielle d'abord au Royaume-Uni puis dans ses autres royaumes, en commençant par la Jamaïque et en visitant successivement la Nouvelle-Zélande, l'Australie et le Canada.
Malgré les morts de sa sœur Margaret et de sa mère Elizabeth, en février et mars respectivement, le point culminant de cette année jubilaire a été une fête de masse organisée à Londres durant la première semaine de juin, qui comprenait deux grands concerts donnés sur la pelouse du palais de Buckingham et retransmis à la télévision par la BBC. Le concert classique Prom at the Palace avait pour artistes phares Kiri Te Kanawa, Angela Gheorghiu et Roberto Alagna avec l'Orchestre symphonique de la BBC et le Chœur symphonique de la BBC dirigé par Sir Andrew Davis. Le maître de cérémonie était Michael Parkinson, un présentateur célèbre de talk-show britannique. Il s'est terminé par une interprétation du Land of Hope and Glory, chanté par des centaines de personnes rassemblées sur la pelouse et par des milliers de spectateurs du concert retransmis sur écrans géants aux portes du palais et dans les parcs.
Une médaille commémorative a été frappée au Canada pour fêter l'événement.

## Autres monarchies d'Europe

### Jubilé d'or de Margrethe II
La reine de Danemark Margrethe II fête son jubilé d'or en 2022, son accession au trône ayant eu lieu en janvier 1972.

### Jubilé d'or de Charles XVI Gustave
Le roi de Suède Charles XVI Gustave fête son jubilé d'or en 2023, son accession au trône ayant eu lieu en septembre 1973.